# Citrato di potassio
Il citrato di potassio (o citrato di tripotassio) è il sale di potassio dell'acido citrico.
A temperatura ambiente si presenta come un solido bianco inodore.
Serve come buffer in bibite dolci. Ha il sapore salato.
Spesso è utilizzato in medicina nella terapia della calcolosi renale, infatti il citrato di potassio aiuta ad alcalinizzare le urine nei casi di ipocitraturia in cui l'eccessiva acidità delle urine porta alla calcolosi.